# Severní energetická
Severní energetická je ne zcela přesný zastřešující název pro skupinu především energetických firem ovládaných v současnosti českým podnikatelem Pavlem Tykačem. Zastřešující společností celé skupiny je lichtenštejnská společnost Sev.en AG.[zdroj?] Součástí skupiny je pak mimo jiné i společnost Severní energetická, a.s., což je česká energetická společnost se sídlem v Mostě působící v Ústeckém kraji, jejíž dřívější obchodní název byl Litvínovská uhelná a.s. Spolumajiteli společnosti byli podnikatelé Jan Dienstl a Tomáš Fohler.

## Uhlí
Společnost Severní energetická a.s. spravuje těžební lokalitu Československá armáda (ČSA), tj. lom ČSA, včetně homogenizační drtírny a Úpravny uhlí Komořany. Zásoby uhlí představují 24 miliony tun a výhřevnost je 17,5 MJ/kg. Za limity těžby se nachází 750 milionů tun hnědého uhlí a společnost usiluje o jejich prolomení, což vyplývá ze zákonné povinnosti těžaři usilovat o vydobytí ložiska. Společnost Severní energetická však zároveň respektuje rozhodnutí vlády o zachování limitů na Lomu ČSA z roku 2015. Její součástí byla také společnost Důl Kohinoor a.s. v likvidaci, která spravovala uzavřený Důl Kohinoor II, uzavřený Lom Most–Ležáky a provozovala Důl Centrum. Dne 1. ledna 2004 ji s výjimkou Dolu Centrum koupil státní podnik Palivový kombinát Ústí s cílem zahladit následky těžby.

## Energetika
Společnost Severní energetická a.s. vlastní také elektrárnu Chvaletice u Pardubic (prostřednictvím společnosti Sev.en EC, a.s.) a na základě smlouvy se skupinou ČEZ vlastní od začátku roku 2021 také elektrárnu Počerady.

## Ostatní aktivity
Firma Severní energetická a.s. také od roku 2009 ve spolupráci se další společností ze skupiny Sev.En Vršanská uhelná, a.s. organizuje exkurze do svých dolů pod názvem Uhelné safari.
Skupina do roku 2016 vlastnila také společnost Hipodrom most a.s. spravující areál Hipodrom Most. V roce 2016 nicméně dlouhodobě ztrátový areál prodala společnosti Charvát Group.
Společnost vydávala zdarma rozdávaný časopis Sedmý proud s podtitulem "První český lifestylový časopis o energetice", který se stal v roce 2015 vítězem České ceny za public relations v kategorii "komunikační nástroje". Přímým vydavatelem časopisu byla agentura Talk s.r.o., šéfredaktorem časopisu byl Petr Dušek.

## Historie
Původní společnost Litvínovská uhelná vznikla 22. října 2008 rozdělením zaniklé společnosti Mostecká uhelná na dvě společnosti: Litvínovskou uhelnou a Vršanskou uhelnou. Firma byla součástí skupiny Czech Coal. V roce 2013 se společnost vyčlenila ze skupiny za účelem zlepšení vyjednávací pozice Pavla Tykače v kontextu debat o možném prolomení limitů těžby na dole ČSA a současně v rámci vyjednávání o dodávkách uhlí pro elektrárnu Počerady. Severní energetická a.s. vlastnila od září 2013 také elektrárnu Chvaletice, a vstoupila tak jako nový subjekt na trh s elektrickou energií a teplem. V roce 2016 se pak Pavel Tykač rozhodl k opětovnému včlenění společnosti Severní energetická, a.s. do struktury holdingu prostřednictvím převzetí společnosti lucemburskou společností HALTIXAR LTD se sídlem na Kypru, kterou podle databáze Prodata ovládá. Toto spojení bylo posuzováno Úřadem pro ochranu hospodářské soutěže, který ho nakonec připustil.

## Přejmenování a rebranding skupiny
4. září 2013 proběhlo přejmenování společnosti z původního názvu Litvínovská uhelná. V rámci tohoto přejmenování byl proveden také rebranding celé společnosti. Jako nový název bylo zvoleno sousloví Severní energetická, zkracované jako sev-en (tedy česky sedm). Tato zkratka odpovídá i adrese webových stránek společnosti. Grafické provedení je postaveno na světle zelené barvě. Praktická stránka rebrandingu je společným dílem agentur Olmer ad a Talk PR.